# Дългоуха лисица
Дългоухата лисица (Otocyon megalotis) е хищник, представител на семейство Кучета, който се отличава с големите си уши. Среща се в откритите и сухи местности в Източна и Южна Африка.

## Общи сведения
Има 48 зъба — с 6 повече от другите представители на сем. Кучета. Прилича на Лисица по вид, но има необикновено големи уши. На цвят е жълтеникаво-сива с черна муцуна и крака. На върха на ушите и опашката ѝ козината е черна. На дължина достига 80 cm, което включва 30 cm опашка. Ушите са дълги 13 cm. Тежи 3 – 4,5 кг.

## Разпространение
Обитава африканската савана. Дългоухата лисица е стар вид, като е била широко разпространена още през плейстоцена. Тогава е живяла дори в части от Западна и Южна Азия.

## Начин на живот и хранене
Дългоухата лисица е активна през нощта. Живее в бърлога.
Живее сама или на малки групи и се храни предимно с насекоми и най-вече термити. Освен това се храни с гризачи, птици, яйца и понякога плодове.

## Размножаване
Бременността трае 60 – 70 дена. Ражда 2 – 5 малки.